# Idem con patate
Idem con patate è una locuzione proverbiale della lingua italiana, utilizzata per dire "lo stesso, come già detto poc'anzi", "come sopra", spesso con accezione ironica. Sottolinea la banalità o la ripetitività di quanto si sta esprimendo, come a dire: "(sempre) la solita minestra", "niente di nuovo", anche semplicemente a conferma di quanto già detto.

## Etimologia
Secondo il Grande dizionario della lingua italiana, la locuzione ha la funzione di indicare una «ripetizione sciocca e insulsa», segnalandone la prima attestazione linguistica nell'Appendice di Bruno Migliorini al Dizionario moderno di Alfredo Panzini (edizioni 1942, 1950). Migliorini, nel suddetto testo, definisce la locuzione come «scipita espressione scherzosa per dire lo stesso (dalle liste delle trattorie)», definizione integrata dal dizionario stesso nelle edizioni successive.
L'espressione sarebbe perciò nata dall'osservazione dei menu delle trattorie nei quali, per indicare i contorni diversi con i quali un piatto poteva essere servito, anziché ripetere in ogni riga il nome del piatto principale, si soleva utilizzare il termine idem (ovvero: uguale, come sopra) seguito dal solo nome del contorno differente; essendo quello a base di patate uno di quelli storicamente più frequenti e utilizzati, da qui la nascita della locuzione, spesso utilizzata in forma ironica. Dello stesso avviso di Migliorini è la linguista Annalisa Nesi, che indica come l'espressione fosse in uso nel senso metaforico moderno già almeno dall'inizio del Novecento, mentre nel senso originale già ampiamente nei ricettari ottocenteschi.
Le leggende metropolitane secondo cui si tratterebbe di una storpiatura popolare della locuzione latina Idem comparate (nel significato di "lo stesso, come sopra, applicato"), secondo l'Accademia della Crusca «non trovano un riscontro scientifico o almeno nulla di simile si ritrova negli strumenti lessicografici consultati, storici, etimologici e dell'uso».